# Josep Juliá Gómez Donet
Josep Juliá Gómez Donet, en spansk astronom.
Minor Planet Center listar honom som J. J. Gomez och som upptäckare av 1 asteroid.
Den 4 mars 2000 upptäckte han asteroiden 15120 Mariafélix.
Asteroiden 90140 Gómezdonet är uppkallad efter honom.